# Alfonso Ferrero
Alfonso Ferrero (Torino, 8 gennaio 1873 – Torino, 9 dicembre 1933) è stato uno scrittore italiano.

## Biografia
«"'N gran bel brunass!" l'ha ditt una sgnôra a un amis mentre che Fônsô ai passava dacant. La signora aveva pienamente ragione. Capigliatura nera e folta, due bei baffi che attenuavano la sensualità delle labbra rosse come il fuoco, ampia fronte e due grandi neri vellutati magnifici occhi. Statura qualcosa più della media, snello, ben fatto, era nel complesso un bell'esemplare di maschio. Chiunque lo vedeva passare diceva colla certezza di non sbagliare: "Côl-lì a l'è 'n poeta", oppure "Côl lì a l'è 'n artista"»
Figlio del notaio Ferrero, attore dilettante in compagnie dialettali, e di Teresa Pasta, divenne attore assai quotato nel giro delle compagnie dialettali allora molto in voga.
Nel 1890, a soli 17 anni, iniziò la sua collaborazione come poeta con il giornale satirico-letterario "L'Birichin" che si pubblicava a Torino e di cui fu direttore dal 1886 al 1896 suo fratello Carlo Bernardino. Nella redazione del giornale veniva chiamato scherzosamente il poeta dij socialista e dle tote.
Sposò Maria Gemelli, figlia del noto attore Enrico Gemelli a cui dedicò un sonetto in occasione dei suoi sessant'anni di vita artistica. Fu padre di Salvatore, anch'egli autore in lingua piemontese e di Gabriella, in arte Gabri Gemelli, attrice teatrale e cinematografica oltre che apprezzata voce radiofonica di Madama Borel nel programma Bôndi cerea, trasmesso dalla RAI in piemontese.
Amava vestirsi di nero. Non ricercatezza, non eleganza, proprietà e basta. Cappello a larga tesa, cravatta nera alla Vallière e scarpe solide non ligie alla moda.
Fu poeta prolifico in torinese schietto, tanto che nel 1970 il Centro Studi Piemontesi raccolse e ripubblicò le sue poesie nel volume dal titolo Létere a Mimì e autre poesie.
I primi decenni del XX secolo lo videro seguire la vita politica cittadina. Socialista umanitario, secondo quanto riportano Clivio e Pasero, partecipò ai moti e alle aspirazioni delle plebi. Di temperamento sensibile, ma violento nelle sue reazioni da intellettuale, da giovane fu antimilitarista, cantore dei primi maggi rossi, incitatore di diseredati, come negli episodi legati ai fasci siciliani. Tuttavia non esitò ad esaltare la guerra d'Abissinia, l'impresa di Tripoli e infine la guerra per Trieste ne Ij sonet ed la Stòria. La sua ostinata volontà di utilizzare gli scritti per porre questioni morali gli valse anche un processo da cui venne assolto, in seguito alla pubblicazione sul Birichin di una poesia dai toni anticlericali intitolata Un preive (un prete).
Abbandonate le scene ottenne un impiego alla Biblioteca civica centrale di Torino, al primo piano di Palazzo Civico. Amava il suo impiego e si dedicava con passione alle ricerche storiche, fino a quando si ammalò di nevrastenia, malattia che lo spinse a bere. Visse i suoi ultimi dieci anni di vita in una casa di cura per malattie mentali. Morì nel 1933 a 60 anni.

## Un poeta maledetto sotto la Mole
Di lui scrisse Pinin Pacot, scrittore piemontese, «Temperament indipendent, formasse ant col arbeuj d'idee rivolussionarie, tant ant ël camp dla polìtica che dël pensé, Alfonso Ferrero, bele sensa pijé part direta a le lòte ‘d partì – a l'era tròp poeta – as presentava a l'aspet coma na figura ‘d ribél (…) E insoferent a ‘l l'era ‘dcò ant soa art, cost ùltim, se nen ùnich, romàntich dla poesìa piemontèisa. (…) Alfonso Ferrero, trames a tute le disparità ch'a-i è ant soa euvra abondanta e disuguala, a l'ha sercà ‘d dì na paròla soa, mach soa (…) a fà ‘n pò la figura dël poète maudit, che nen mach ës mond ch'a lo circonda, ma ancor ëd pì ‘l dolor e ‘l maleur ch'a lo sagrin-o, a trasfigura an poesìa. (…) Anima tormentà, con ël presentiment forse ‘d sò destin, sovens soe stròfe a risento dl'afann e dël disórdin dij fantasma ch'a lo cimento; ma quand che l'ispirassion verament a lo soleva, antlora sò vers a pija un tìmber ciàir ëd cristal e as trasforma ant un cant, pur e armonios, ch'a l'è poesìa (…)».
Leggere le sue poesie è leggere nella di lui anima. Era rude e sincero e incapace di fingere. «Temperamento indipendente, formatosi in quel ribollire d'idee rivoluzionarie, sia nel campo della politica che del pensiero, Alfonso Ferrero, anche senza prendere direttamente parte alle lotte di partito, – era troppo poeta – si presentava dall'aspetto come una figura di ribelle (…) E insofferente lo era anche nella sua arte, quest'ultimo, se non unico, romantico della poesia piemontese. (…) Alfonso Ferrero, in mezzo a tutte le disparità che ci sono nella sua opera abbondante e diseguale, ha cercato di dire una parola sua, solo sua (…) fa un po' la figura del poeta maledetto, che non solo questo mondo che lo circonda, ma ancor di più il dolore e il malessere che lo affliggono, lo trasfigura in poesia. (…) Anima tormentata, con il presentimento forse del suo destino, sovente le sue strofe risentono dell'affanno e del disordine dei fantasmi che lo tormentano; ma quando l'ispirazione lo solleva veramente, allora i suoi versi prendono un timbro chiaro di cristallo e si trasformano in un canto, puro e armonioso, che è poesia (…)».
Ogni verso di Ferrero è un moto di sincerità e di spontaneità, talvolta persino incontrollata. Non era anticlericale perché «di moda tra le sinistre, proletarie o massoniche piccolo borghesi del primo novecento. Un trentennio di attività letteraria, giornalistica, teatrale, come autore e come attore, è lì a dimostrare l'assoluta indiscutibile coerenza d'ispirazione sociale e politica». Importanti autori ed editori torinesi, come Pacotto e Viglongo, ebbero modo di conoscerlo al lavoro nella Biblioteca Civica di Torino, ed auspicarono sia un serio approfondimento della sua figura nella storia della letteratura e del teatro piemontesi, sia l'iniziativa di un editore illuminato che ne raccogliesse l'ampia produzione, in parte inedita.
Giorgio De Rienzo, nella prefazione di Létere a Mimì e autre poesie si chiede perché Alfonso Ferrero scriva in piemontese dal momento che «alla sua fantasia son troppo presenti gli idoli della stagione letteraria tardo-ottocentesca: da Baudelaire a Poe». Tuttavia De Rienzo arriva ad affermare che il piemontese di Ferrero diventa strumento stilistico di una raffinata a radicale regressione intimistica tanto da rappresentare un raro esempio di poesia decadente dialettale nel Piemonte di fine XIX secolo.
Tesio e Malerba, citando Pacot, arrivano a definirlo un precursore insieme a Giovanni Gianotti e a pochi altri poeti piemontesi. La sua produzione viene definita disomogenea «ma sovens 'd n'ispirassion auta e potenta» (ma sovente di un'ispirazione alta e potente). È proprio Pacot a inserirlo tra i primi autori della nuova poesia piemontese, tanto da riscontrare nel poemetto La fisarmonica a son-a echi gozzaniani e a omaggiarlo di queste parole: «Un òm sol, ant ël torment ëd soa granda ànima inchieta, a l'ha avù 'l coragi 'd ribelesse a la fum 'd mese toscane ch'a lo sofocava: Fonso Ferrero. E bele mach an passand i s'inchinoma dnans a soa mèmoria» (Un solo uomo nel tormento della sua grande anima inquieta ha avuto il coraggio di ribellarsi al fumo dei mezzi sigari che lo soffocava: Alfonso Ferrero. E pur se di passata c'inchiniamo alla sua memoria). Quando era ancora vivo, così Drovetti e Collino si esprimevano nei suoi confronti: «Nei suoi versi c'è un impeto lirico non comune e in ogni suo componimento c'è profondità di idee e di concetto. Scettico ed amaro quasi sempre, il Ferrero canta il dolore e la passione e quando freme d'amor patrio le sue strofe vibrano e diventano infuocate. La poesia del Ferrero segna una traccia tutta sua nella letteratura dialettale».
Nel 1913, quasi presagendo la sua fine, scrisse la poesia Ij mòrt ch'a vivo in cui esprimeva la paura della malattia di mente: «Signor s'it ëm castighe 'dna mancansa,/nen mat, nen mat, nen mat, për carità!» (Signore, se mi castighi per una mancanza,/ non matto, non matto, non matto, per carità).

## Opere
Nonostante la grande produzione, di Alfonso Ferrero sono pochi gli scritti reperibili perché ripubblicati in epoca recente. Si tratta di una raccolta di poesie intitolata Létere a Mimì e aotre poesie pubblicata dal Centro Studi Piemontesi nel 1970 e di un romanzo intitolato Na lagrima dël diao pubblicato dall'editore Viglongo nel 1985. Altri scritti si trovano nell'"Armanach Piemonteis" del 1971: sette sonetti da La Comedia dla vita e alcuni versi per una grande artista del teatro torinese, Paolina Gemelli. Nella stessa pubblicazione, ma nel 1972, si trova il drammatico canto di ribellione L'ombra di Torquemada. Tuttavia l'opera di Ferrero è vasta e varia, e comprende prosa, poesia, teatro e riviste. Esordì a soli 18 anni, nel 1891, raccogliendo nel volumetto Caramele ciucioire (Lecca lecca) una trentina di sonetti, già pubblicati su "L'Birichin". Nei suoi versi era già avvertibile il futuro corso della sua arte, specie nella seconda parte del volumetto Dai ricord d'un mort, romans d'amor.

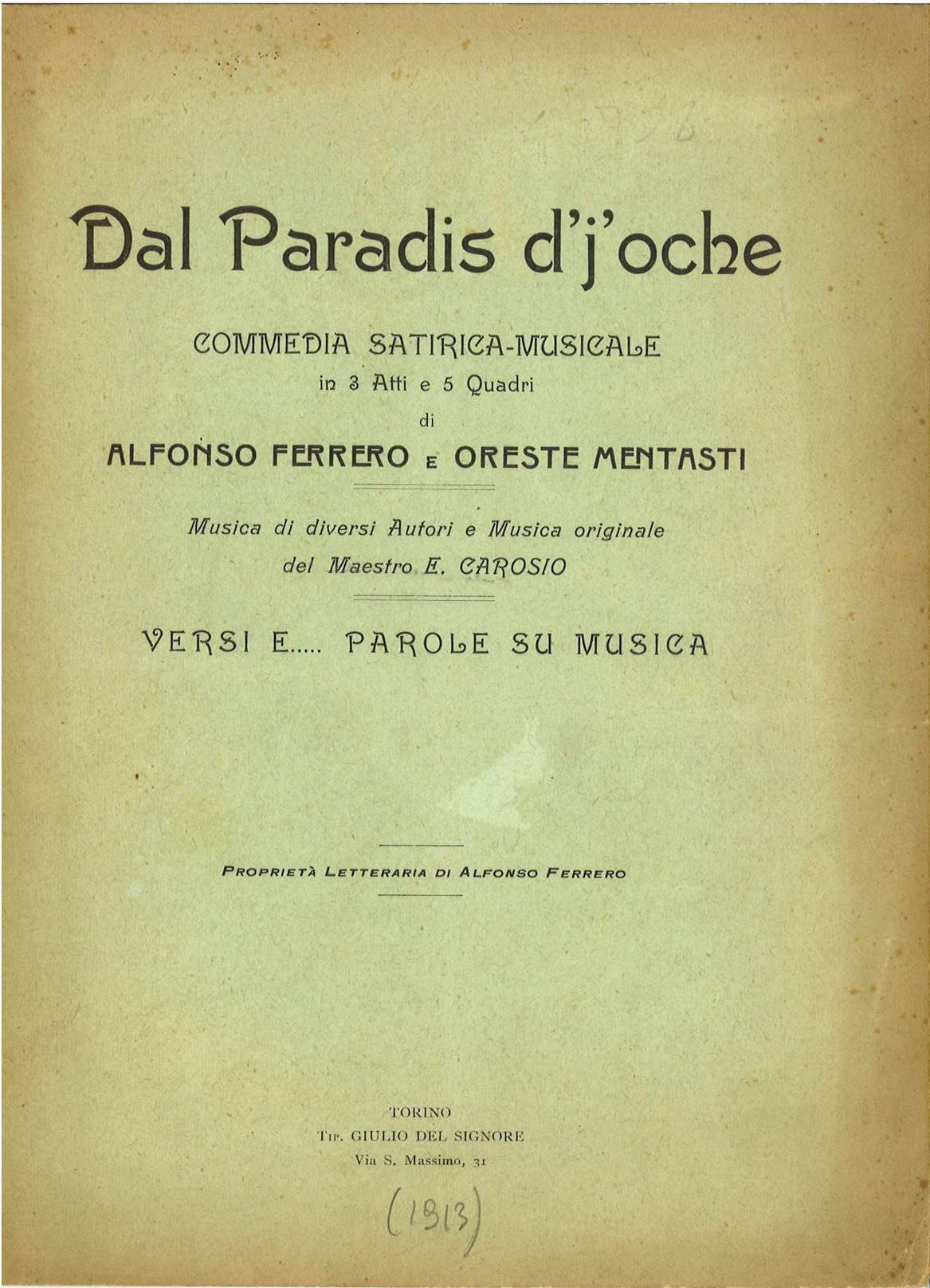
La copertina della commedia satirica musicale Dal Paradis d'j'oche pubblicata nel 1913

Clivio e Pasero notano come «la sua prima produzione è varia e confusa e poco controllata: il giovane Ferrero, quasi alla ricerca di sé e del suo mondo, con giovanile baldanza, cosciente del suo valore, si sfoga in canzoni di ribellione e di sprezzo della mediocrità borghese, con un piglio da poeta maudit, che lo distingue nell'ambito della letteratura piemontese del suo tempo e che egli conservò in definitiva per tutta la sua vita». Tuttavia i vari autori concordano sul fatto che con Alfonso Ferrero la letteratura in piemontese abbia compiuto un fondamentale salto in avanti qualitativo, fuori dalle maniere e limitazioni della scuola dialettale di allora. Addirittura vi fu chi affermò che, considerando le sue pagine migliori, mai un poeta piemontese era riuscito ad esprimersi con tanta ricchezza e tanta forza.
Scrisse e pubblicò nel 1891, in appendice a "L'Birichin", La placa (novella) e A l'é mach na sartòira (racconto). Il primo vero romanzo, con cui iniziò a distinguersi dagli scrittori di feulletons contemporanei per la padronanza dei mezzi espressivi, fu Basin vendù del 1892. Nel 1893, quindi a soli vent'anni, il vivace romanzo I l'hai massà mia fomna, pubblicato nel Birichin tra il 1893 e il 1894 e rimasto incompiuto. Quindi tra il 1913 ed il 1914, il romanzo Na lagrima dël diao, pubblicato in 29 puntate dal n. 51 del 1913 al 32 del 1914, con toni cupi e tetri, tanto da farlo avvicinare a Dostoiewski. In realtà i due romanzi hanno una trama pressoché identica e persino i nomi dei protagonisti, Andrea e Genia, sono gli stessi. Un altro suo romanzo, di cui però si sa ben poco, è Cativa!, con il quale iniziò la sua collaborazione al Birichin.
Fin dalle sue prime opere si intravedono le sue ricche possibilità nella poesia e nella prosa in piemontese. Le sue opere si caratterizzano per un'ironia amara, un fondo di sensualità accanto a facili entusiasmi e crudi realismi. Questi sentimenti si ritrovano nelle Létere a Mimì pubblicate su "L'Birichin" in un periodo che copre oltre un decennio, dal 1900 al 1911.
Tra le altre opere vanno ricordati La fisarmonica a son-a un poemetto d'amore sentimentale e ironico; Comedia d'la vita una collana di dieci sonetti uniti non da un filo narrativo ma dal tono del sentimento, ora amaro, ora contemplativo, ma sempre con un fondo di desolazione e pessimismo.
Del 1909 è un libretto poco noto, 'L Piemont che, malgrado gli intenti politici, secondo Clivio contiene alcuni dei versi più belli del Ferrero.
Vannucci Spagarino Viglongo nella prefazione della ristampa di Na lagrima dël diao giudica così l'opera di Alfonso Ferrero: «Esiste un confine netto tra la poesia e la prosa di Alfonso Ferrero? In tutte e due le forme artistiche è da rilevare la stessa vena potente ma solitaria di non chiara appartenenza a scuole letterarie definite, lo stesso atteggiamento agnostico, l'ardore per le questioni sociali e morali, la mente acuta, la riflessione matura. In entrambe si intuisce l'anima travagliata e sofferente vibrante d'umanità che attesta l'intensa vita interiore melanconica e pessimista ma ricca dispiritualità; si individuano inquietudini, aspirazioni, sentimenti, aneliti e intuizioni commisti e fusi in suggestive immagini».
Come poeta ha dimostrato un'ottima padronanza della miglior lingua piemontese. Ben diversa la sua prosa, quasi un italiano piemontesizzato, poiché la sua preoccupazione era di farsi comprendere dai concittadini abituati al dialetto scritto dei giornali di fine ottocento.

## Teatro
Oltre ai romanzi ed alle poesie fu anche prolifico scrittore di drammi e commedie, sia in italiano che in dialetto piemontese, alcuni dei quali portò in scena in prima persona essendo anche un attore quotato. Recitava con fuoco, con anima. Voce robusta, baritonale, scandiva con impeto e la bocca gli fremeva e gli occhi lampeggiavano. Tuttavia fu molto più grande come poeta che come attore in quanto pur rendendo il personaggio, non lo scavava in profondità e la sua personalità che nella scena non si sdoppiava gli nuoceva. Malgrado ogni cura per assumere un'altra anima rimaneva sempre Alfonso Ferrero. Interprete scrupoloso ed accurato, poté vantare nelle stagioni in cui ricoprì il ruolo di primo attore al teatro Rossini, nella compagnia di Gemma Cuniberti, successi personali di cui compiacersi. Nelle commedie allegre era vibrante, disinvolto, pieno di moderato brio, ma il genere che più gli si confaceva era quello drammatico.
Nella Torino della sua epoca la molteplicità delle compagnie e l'esigua disponibilità di teatri fecero sì che il dominio della piazza fosse conteso fra le diverse formazioni. Tra queste prevalse la compagnia di Teodoro Cuniberti, di cui Alfonso Ferrero faceva parte, che al teatro Rossini tenne la scena quasi in regime di monopolio fino al 1912. Alla compagnia Testa-Bonelli si deve invece l'andata in scena di La Regin-a d'un Re tre atti in versi piemontesi scritti da Alfonso Ferrero e messi sfarzosamente in scena da Giacomo Grosso, che ottenne un grande successo di pubblico e di critica. Recitò inoltre in: La prima mëssa, commedia in tre atti la cui prima si tenne la sera del 18 febbraio 1907 al teatro Rossini con esito felicissimo; 'L gieugh crudel, commedia in quattro atti, rappresentata a Rossini il 27 dicembre 1907 con un magnifico successo.
Scrisse per il teatro l'atto unico La vita a l'è la mort, dramma in un atto che venne rappresentato per la prima volta nel 1894 al teatro di Arona dalla compagnia Gemelli e Milone e a Torino nel 1896 dalla compagnia Teodoro Cuniberti. Altre opere teatrali furono Sôcialista (sene popolar) prima pubblicato in italiano poi in piemontese, L'ùltima viliacherìa, Le bataje 'd l'ànima, La gent ônesta, la già citata La Regin-a d'un Re che raccontava la storia della marchesa di Spigno e di Vittorio Amedeo II, Le doe violensse e Ij mort ch'a vivo. De Le doe violensse si conosce la data della prima rappresentazione, avvenuta il 21 novembre 1910 al teatro Rossini di Torino ad opera della compagnia teatrale Cuniberti. Fu anche autore nel 1913, insieme a Oreste Mentasti, della commedia satirica musicale Dal paradis d'j'oche, che ottenne al teatro Vittorio un ottimo successo e in cui dimostrò la sua originalità. Perché Alfonso Ferrero, tanto nella poesia che nella commedia, cercò sempre di non essere comune e di distinguersi dalla massa dei poeti e dei commediografi.
Autore poliedrico si dedicò anche a tradurre due poesie di Victor Hugo, 'L babi (il rospo) e L'asô (l'asino), oltre che a riscrivere nel 1912 in versi martelliani piemontesi Il cantico dei cantici di Felice Cavallotti.